# Боксбург
Боксбург — город в провинции Гаутенг Южно-Африканской Республики. Расположен в 20 км на восток от Йоханнесбурга на высоте 1600 м над уровнем моря. Население — 488 758 жителей (2010). С конца XIX столетия — центр обширной добычи угля и золота.

## География
Боксбург расположен к востоку от Витватерсранда. На западе от Боксбурга расположены города Джермистон и, западнее, Йоханнесбург. На востоке — города Бенони, Бракпан и Спрингс.
В городе Боксбург умеренно-тёплый климат. В прохладный период (с мая по август) осадков гораздо меньше, чем в тёплый период (с сентября по апрель). По классификации Кёппена — субтропический (морской) высокогорный климат (индекс Cwb) с сухой зимой и тёплым летом.
| Показатель                 | Янв. | Фев. | Март | Апр. | Май  | Июнь | Июль | Авг. | Сен. | Окт. | Нояб. | Дек. | Год  |
| -------------------------- | ---- | ---- | ---- | ---- | ---- | ---- | ---- | ---- | ---- | ---- | ----- | ---- | ---- |
| Средний максимум, °C       | 26,3 | 25,7 | 24,8 | 22,6 | 20,2 | 17,7 | 17,7 | 20,6 | 23,6 | 25,0 | 25,2  | 26,2 | 22,0 |
| Средняя температура, °C    | 20,2 | 19,7 | 18,6 | 15,8 | 12,6 | 9,8  | 9,8  | 12,5 | 15,9 | 18,0 | 18,9  | 20,0 | 16,1 |
| Средний минимум, °C        | 14,2 | 13,8 | 12,5 | 9,1  | 5,0  | 1,9  | 1,9  | 4,4  | 8,2  | 11,1 | 12,6  | 13,8 | 8,1  |
| Норма осадков, мм          | 124  | 95   | 88   | 46   | 17   | 8    | 6    | 7    | 25   | 71   | 112   | 109  | 708  |
| Источник: Климат Боксберри |      |      |      |      |      |      |      |      |      |      |       |      |      |

## История
Боксбург был основан в 1887 году для управления близлежащими рудниками. Городу дали имя в честь Эдуарда Бока, государственного секретаря Южноафриканской республики (с 1881 по 1889 гг.). Статус города с 1903 года.
В городе находятся штаб-квартира поставщика комплектующих для автомобилей Volkspares Closed Corporation и крупный торговый центр "Checkers Hyper".